# Brian Berdan
Brian Berdan (...) è un montatore statunitense.
Egli è ben conosciuto per il lavoro svolto a fianco di Hank Corwin nel montaggio di Assassini nati di Oliver Stone. Ha frequentemente collaborato con Oliver Stone e David Lynch.

## Filmografia

### Montatore
- Assassini nati (Natural Born Killers), regia di Oliver Stone (1994)
- Gli intrighi del potere (Nixon), regia di Oliver Stone (1995)
- L'ultimo contratto (Grosse Pointe Blank), regia di George Armitage (1997)
- Ali bruciate (Around the Fire), regia di John Jacobsen (1998)
- Il bambino venuto dal mare (The Thirteenth Year), regia di Duwayne Dunham (1999)
- The Mothman Prophecies - Voci dall'ombra (The Mothman Prophecies), regia di Mark Pellington (2002)
- Brivido biondo (The Big Bounce), regia di George Armitage (2004)
- Il nascondiglio del diavolo - The Cave (The Cave), regia di Bruce Hunt (2005)
- Crank, regia di Mark Neveldine e Brian Taylor (2006)
- Cleaner, regia di Renny Harlin (2007)
- 12 Round (12 Rounds), regia di Renny Harlin (2009)
- Ghost Rider - Spirito di vendetta (Ghost Rider: Spirit of Vengeance), regia di Mark Neveldine e Brian Taylor (2012)
- Underwater, regia di William Eubank (2020)
- The Boy - La maledizione di Brahms (Brahms: The Boy II), regia di William Brent Bell (2020)

### Lavori minori
- Velluto blu, regia di David Lynch (1986)
- Bambola meccanica mod. Cherry 2000, regia di Steve De Jarnatt (1987)
- Roba da matti, regia di Tom Ropelewski (1990)
- Cuore selvaggio, regia di David Lynch (1990)
- I segreti di Twin Peaks - serie TV - episodi numero 1.1 e numero 2.1 (1991)
- Rumori fuori scena, regia di Peter Bogdanovich (1992)
- La notte e la città, regia di Irwin Winkler (1992)
- Tra cielo e terra, regia di Oliver Stone (1993)
- The Net - Intrappolata nella rete, regia di Irwin Winkler (1995)
- U Turn - Inversione di marcia, regia di Oliver Stone (1997)
- Domino, regia di Tony Scott (2005)